# Ascobolus foliicola
Ascobolus foliicola Berk. & Broome – gatunek grzybów z rodziny Ascobolaceae.

## Systematyka i nazewnictwo
Pozycja w klasyfikacji według Index Fungorum: Ascobolus, Ascobolaceae, Pezizales, Pezizomycetidae, Pezizomycetes, Pezizomycotina, Ascomycota, Fungi.
Po raz pierwszy opisali go w 1873 r. Miles Joseph Berkeley i Christopher Edmund Broome na opadłych liściach w Sri Lance. Nadana przez nich nazwa naukowa jest aktualna. Synonim: Ascobolus crouanii Boud. 1869.

## Morfologia
Askokarpy typu apotecjum z trzonem, występujące w skupiskach na powierzchni podłoża. Mają średnicę do 8 mm, wysokość do 0,5 mm, powierzchnię żółtą, brzeg łuskowaty. Worki cylindryczne, 180 – 220 µm, askospory początkowo w worku w jednym rzędzie, potem w dwóch. Parafizy cylindryczne, rozgałęzione na końcach, zabarwione na żółto. Ekscypulum zbudowane z gruszkowatych lub niemal kulistych komórek o wymiarach 10–30 × 15–60 μm. Zarodniki z różowobrązowym episporium, które w stanie dojrzałym tworzy siatkowatą strukturę. Wielkość zarodników zmienna 15,5–22 × 7,5–12,7 μm, w zależności od etapu dojrzewania. W dojrzałych zarodnikach exosporium napęczniałe.

## Zasięg występowania i siedlisko
Podano stanowiska Ascobolus foliicola w Ameryce Północnej, w Europie, Rosji i innych krajach Azj. W Polsce w 2006 r. M.A. Chmiel przytoczyła 3 stanowiska, w 2016 r. Władysław Wojewoda podał następne. Aktualne stanowiska podaje także internetowy atlas grzybów. Znajduje się w nim na liście gatunków zagrożonych i wartych objęcia ochroną.
Grzyb saprotroficzny rozwijający się na szczątkach roślinnych.